# Belvézet
Belvézet là một xã trong tỉnh Gard thuộc vùng Occitanie, phía nam nước Pháp. Xã Belvézet nằm ở khu vực có độ cao trung bình 220 mét trên mực nước biển.
- Communes of the Gard department